# Crocidura grayi
Crocidura grayi is een spitsmuis uit het geslacht Crocidura.

## Verspreiding
Deze soort komt voor op Catanduanes, Luzon en Mindoro in de Filipijnen. De soort komt algemeen voor in oorspronkelijk regenwoud van 250 tot 2400 m hoogte. In opnieuw gegroeid bos is de soort minder algemeen.

## Kwetsbaarheid
Hoewel de IUCN de soort in 1996 als "Kwetsbaar" (VU) classificeerde wegens een klein verspreidingsgebied en verlies van habitat, denken de samenstellers van A synopsis of the mammalian fauna of the Philippine Islands (zie externe link) dat het beter is de soort niet op de Rode Lijst te zetten. Inmiddels is de soort ook bij de IUCN als "Veilig" (LC) gekwalificeerd. Crocidura halconus is een synoniem van deze soort.